# プログレスM-57
プログレスM-57（Progress M-57）は2006年6月24日に打ち上げられたプログレス補給船。国際宇宙ステーションへの補給活動に使用され、バージョンはProgress-M 11F615A55、シリアル番号は357。NASAによる名称はプログレス22（Progress 22 略称: 22P）。

## 飛行記録
2006年6月24日15時8分18秒（GMT、以下同）、バイコヌール宇宙基地のSite 1/5からソユーズ-Uロケットによって打ち上げられた。
同月26日16時25分にピアースモジュールにドッキングし、ISSに推進薬・クルーの食料・水・酸素および科学研究用の機器など約2,309kgを輸送した。
約5か月半後の2007年1月16日23時23分52秒にアンドッキングし、プログレスM-59にポートを譲った。
17日2時29分に軌道を離脱。太平洋上空にて大気圏再突入を果たし、およそ3時15分20秒に燃え尽きなかった機体の一部は海上に落下した。